# 嵐 (オペラ)
『嵐』（あらし、ドイツ語: Der Sturm）は、フランク・マルタンによるオペラ作品。

## 概要
ウィリアム・シェイクスピアの『テンペスト（嵐）』を原作とする。ほぼ原作通りにオペラ化されているが、技術的な問題で若干のカットがなされた部分もある。
初演はウィーン国立歌劇場において1956年に行われた。この初演は大成功を収め、初日の晩には23回もアンコールされたという。